# 长穗蜡瓣花
长穗蜡瓣花（学名：Corylopsis yui）为金缕梅科蜡瓣花属下的一个种。

## 扩展阅读
- 維基物種上的相關：长穗蜡瓣花